# Антипенко, Иосиф Степанович
Ио́сиф Степа́нович Анти́пенко (1910 — 29 апреля 1945) — Герой Советского Союза (15.05.1946), участник Великой Отечественной войны, телефонист роты связи 1052-го стрелкового полка 301-й стрелковой дивизии 9-го стрелкового корпуса 5-й ударной армии 1-го Белорусского фронта, сержант.

## Биография
Родился в 1910 году в селе Кегенли, ныне село Воскресенка, в крестьянской семье. Украинец. Окончил 4 класса, курсы трактористов. Работал комбайнером, бригадиром и заведующим фермой в колхозе.
В Красной армии с 1943 года. В действующей армии с сентября 1943 года.
Телефонист роты связи 1052-го стрелкового полка (301-я стрелковая дивизия, 9-й стрелковый корпус, 5-я ударная армия, 1-й Белорусский фронт) сержант Иосиф Антипенко особо отличился в апреле 1945 года во время уличных боёв за столицу гитлеровской Германии — город Берлин.
Обеспечивая проводную связь командира 1052-го стрелкового полка с командирами батальонов, Антипенко устранил на линии не один десяток обрывов, вызванных вражеским огнём.
29 апреля 1945 года 1052-й стрелковый полк освобождал дом за домом. Гитлеровцы неоднократно повреждали связь, но отважный воин-связист сержант Антипенко И. С. честно и добросовестно выполнял боевую задачу, рискуя жизнью, он устранил под огнём противника пять обрывов на линии и обеспечил бесперебойную связь командования полка с батальонами. В этом бою сержант Иосиф Антипенко получил тяжёлое ранение в живот.
Превозмогая боль, Антипенко добрался до командира роты и доложил о выполнении боевой задачи по восстановлению линии связи. От полученных ран скончался через 2-3 минуты.
Указом Президиума Верховного Совета СССР от 15 мая 1946 года за образцовое выполнение боевых заданий командования на фронте борьбы с немецко-фашистскими захватчиками и проявленные при этом мужество и героизм сержанту Антипенко Иосифу Степановичу посмертно присвоено звание Героя Советского Союза.

## Награды
- Медаль «Золотая Звезда» Героя Советского Союза
- Орден Ленина
- Орден Красного Знамени
- Орден Отечественной войны II степени
- Орден Славы III степени
- Медали

## Память
- Похоронен в Берлине. На обелиске братской могилы среди множества имён павших воинов высечено и его имя.
- В селе Воскресенка в память о И. С. Антипенко установлены памятник и мемориальная доска, именем земляка-героя названа улица.